# Marnewaard
De Marnewaard is het oostelijke gedeelte van het Lauwersmeergebied dat na de afsluiting van 1969 droog is komen te staan.
Het gebied bestaat uit enkele voormalige zandplaten en is grotendeels in gebruik bij Defensie als oefenterrein. Met ca 1600 hectare is dit het grootste oefenterrein van Nederland. Hier bevindt zich ook het militair oefendorp Marnehuizen.
Een kleiner gedeelte is natuurgebied.
De meest oostelijke, oorspronkelijke kwelders zijn in gebruik als landbouwgrond.
Het gebied wordt bemalen door het gemaal Nieuwe Robbengat (genoemd naar het water waar het op loost), dat overigens ook de Westpolder bemaalt. De Westpolder is het gedeelte van het 'oude land' van voor 1969, dat toen loosde op de Lauwerszee. De suatiegeul van de polder door het voormalige wad is nog steeds onderdeel van het watersysteem.
Dwars door de Marnewaard loopt de Europese wandelroute E9. Ter plaatse is de route bekend als Wad- en Wierdenpad.

## Scouting
Een keer per jaar wordt op het militair oefenterrein gelegen in de Marnewaard het Noordelijk pinksterkamp (meestal afgekort tot NPK) georganiseerd. Hier komen zo'n 3800 scouts vanuit met name Noord Nederland op af. Het is het grootste kamp van West-Europa.
In bedrijf:
Breezand ·
Havelte Oost ·
Legerplaats Harskamp ·
Leusderheide ·
Marnewaard ·
Oirschotse Heide ·
Vliehors ·
Vrachelse Heide ·
Vughterheide ·
Witterveld ·
Woensdrechtse Heide

Voormalig:
De Strubben-Kniphorstbos ·
Ermelosche Heide ·
Gorsselse Heide ·
Noordsvaarder ·
Sterrenbos